# نت امرسون
ناثانیل سی. امرسون (انگلیسی: Nathaniel C. Emerson؛ زاده اکتبر ۱۸۷۴) یک تنیس‌باز اهل ایالات متحده آمریکا است.